# Magyar enciklopédiák és kézikönyvek listája

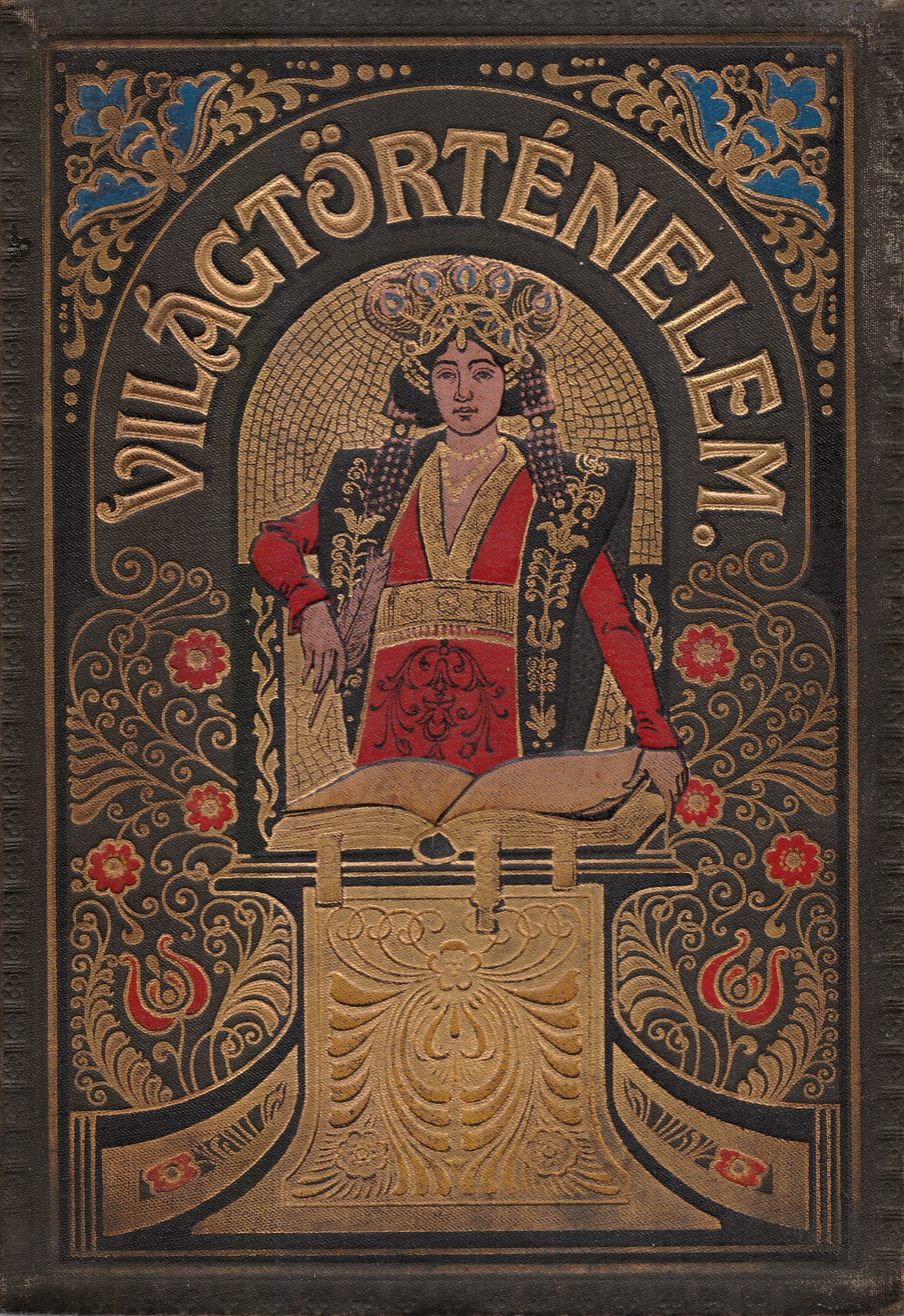
A Tolnai Világtörténelme (1908–1912), amely enciklopédikus részletességgel dolgozza fel a világtörténelem eseményeit

Az alábbi lista időrendben megpróbálja összegyűjteni a jelentősebb tematikus magyar nyomtatott általános enciklopédiákat, enciklopédikus sorozatokat, kézikönyveket. Ezek alatt azokat általános vagy szakterületekkel foglalkozó, témakörüket alaposan kifejtő, gyakran fizikai méretükben és terjedelmükben is jelentős, nemritkán gazdag illusztrációs anyaggal rendelkező műveket érti, amelyek a könyvnyomtatás, de elsősorban a XIX. század óta magyar nyelven megjelentek – és témakörüket a lexikonokkal ellentétben nem betűrend, hanem tárgykör szerint tartalmazzák. (Több betűrendes gyűjtemény enciklopédia címmel jelent meg, ezeket a Magyar lexikonok listája tartalmazza.) A fordított enciklopédiákat és kézikönyveket a Magyar nyelvre fordított enciklopédiák és kézikönyvek listája tartalmazza.

## Általános enciklopédiák
| Szerző                                               | Cím                                                                     | Megjelenési hely, kiadó                               | Megjelenési idő | Elektronikus elérhetőség | Képek |
| ---------------------------------------------------- | ----------------------------------------------------------------------- | ----------------------------------------------------- | --------------- | ------------------------ | ----- |
| Apáczai Csere János                                  | Magyar encyclopaedia                                                    | Utrecht                                               | 1655            | –                        |       |
| Fejér György                                         | A tudományok encyclopaediája rövid rajzolatban (2 kötet)                | Pest                                                  | 1818            | –                        |       |
| Lánghy István                                        | A tudományok ismeretére tanító könyv                                    | Pest                                                  | 1827            | –                        |       |
| Nyiry István                                         | A tudományok öszvessége (3 kötet)                                       | Sárospatak                                            | 1829–1831       | REAL-EOD                 |       |
| (szerk.) Dormándi László                             | Kis enciklopédia – Tudományok és művészetek összefoglalása              | Budapest, Pantheon Kiadás                             | 1938            | –                        |       |
| (szerk.) Toldy Árpád                                 | Általános ismeretek kézikönyve                                          | Budapest, Palladis Rt.                                | 1940-es évek?   | –                        |       |
| (szerk.) Székely Béla                                | Zsebenciklopédia                                                        | Budapest, Gondolat Kiadó                              | 1975            | –                        |       |
| több szerző                                          | Pannon enciklopédia (8 kötet)                                           | Budapest, Pannon; Dunakanyar 2000; Kertek 2000; Urbis | 1993–2009       | Arcanum                  |       |
| (szerk.) Garai Attila                                | Hogy is van ez?                                                         | Budapest, Reader's Digest Kiadó Kft.                  | 1995            | –                        |       |
| (szerk.) Nácsa Klára – Csaba Emese – Avar Katalin    | Az általános műveltség képes szótára                                    | Budapest, Reader's Digest Kiadó Kft.                  | 2001            | –                        |       |
| (szerk.) Gyenge László – Gellér Tibor – Kovács Mária | Novum általános képes enciklopédia (2 kötet)                            | Budapest, Novum Kiadó                                 | 2003            | –                        |       |
| (szerk.) Kállay Erzsébet                             | Novum – A tudás enciklopédiája                                          | Budapest, Novum Kiadó                                 | 2003            | –                        |       |
| (szerk.) Kasza T. Márta – Haisch Károly              | Családi tudástár – Az ember és világa a kezdetektől a 19. századig      | Budapest, Budakönyvek Kft.                            | 2007            | –                        |       |
| (szerk.) Kasza T. Márta – Haisch Károly              | Nagy családi tudástár – Az ember és világa a kezdetektől a 21. századig | Budapest, Budakönyvek Kft.                            | 2008            | –                        |       |
| (szerk.) Körber Ágnes                                | 1001 kérdés és válasz a tudomány világából                              | Budapest, Reader's Digest Kiadó Kft.                  | 2008            | –                        |       |

## Enciklopédikus jellegű könyvsorozatok
| Szerző      | Cím                                     | Megjelenési hely, kiadó                                 | Megjelenési idő | Elektronikus elérhetőség |
| ----------- | --------------------------------------- | ------------------------------------------------------- | --------------- | ------------------------ |
| több szerző | Egyetemes Ismeretek Tára (7 kötet)      | Pozsony, Stampfel-féle Könyvkiadóhivatal                | 1896–1899       | –                        |
| több szerző | Tudományos Zsebkönyvtár (231 kötet)     | Budapest, Stampfel-féle Könyvkiadóhivatal               | 1898–1913       | Arcanum                  |
| több szerző | A Műveltség Könyvtára (11 kötet)        | Budapest, Athenaeum Irodalmi és Nyomdai Rt.             | 1905–1913       | Arcanum                  |
| több szerző | Apró Könyvtár (28 kötet)                | Budapest, Löblovitz Zsigmond kiadása                    | 1905?–1911?     | –                        |
| több szerző | Kultúra és Tudomány (75 kötet)          | Budapest, Franklin Irodalmi és Nyomdai Rt.              | 1912–1948       | Arcanum                  |
| több szerző | A Kultúra Iskolája (10? kötet)          | Budapest, Kultúra Könyvkiadó és Nyomda Részvénytársaság | 1920-as évek    | –                        |
| több szerző | A Pantheon Ismerettára (13? kötet)      | Budapest, Pantheon Irodalmi Intézet                     | 1920-as évek    | –                        |
| több szerző | Élet és Tudomány (19? kötet)            | Budapest, Athenaeum Irodalmi és Nyomdai Rt.             | 1920-as évek    | –                        |
| több szerző | Szent István Könyvek (128 kötet)        | Budapest, Szent István Társulat                         | 1923–1937       | PPEK                     |
| több szerző | A Magyar Szemle Kincsestára (150 kötet) | Budapest, Magyar Szemle Társaság                        | 1929–1942       | –                        |
| több szerző | A Pesti Hírlap Könyvtára (5 kötet)      | Budapest, Pesti Hírlap kiadása                          | 1937–1939       | –                        |
| több szerző | A kultúra világa (10 kötet)             | Budapest, Közgazdasági és Jogi Kiadó                    | 1959–1965       | –                        |
| több szerző | 21. századi enciklopédia (7 kötet)      | Budapest, Pannonica Könyvkiadó Kft.                     | 2002–2008       | –                        |

## Szakenciklopédiák, enciklopédikus igényességű kézikönyvek

### Ásványtan
| Szerző, szerkesztő | Cím           | Kötetszám | Kiadó                                      | Megjelenési hely | Megjelenési idő | Megjegyzés, ISBN | Elektronikus elérhetőség | Képek |
| ------------------ | ------------- | --------- | ------------------------------------------ | ---------------- | --------------- | ---------------- | ------------------------ | ----- |
| Schmidt Sándor     | A drágakövek  | 2         | Királyi Magyar Természettudományi Társulat | Budapest         | 1890            | –                | –                        |       |
| Cserey Adolf       | Kis ásványtan | 1         | Stampfel-féle Könyvkiadóhivatal            | Budapest         | 1903            | –                | –                        |       |

### Biológia
| Szerző, szerkesztő                                                                                     | Cím | Kötetszám | Kiadó                                          | Megjelenési hely | Megjelenési idő | Megjegyzés, ISBN   | Elektronikus elérhetőség | Képek |
| --- | --- | --------- | ---------------------------------------------- | ---------------- | --------------- | ------------------ | ------------------------ | ----- |
| Vángel Jenő                                                                                            | Nagy képes természetrajz                                                                                            | 1         | Athenaeum Irodalmi és Nyomdai Rt.              | Budapest         | 1899            | –                  | –                        |       |
| Klein Gyula, Filarszky Nándor, Tuzson János, Mágocsy-Dietz Sándor, Entz Géza, Soós Lajos, Gorka Sándor | Az élők világa – Növény- és állatország                                                                             | 1         | Athenaeum Irodalmi és Nyomdai Részvénytársulat | Budapest         | 1907            | –                  | Arcanum                  |       |
| (szerk.) Csaba Emese                                                                                   | A természet ABC-je. Családi kérdezz-felelek                                                                         | 1         | Reader's Digest Kiadó Kft.                     | Budapest         | 1995            | ISBN 963-8475-02-1 | –                        |       |
| Nagy Miklós, Mesterházyné Egenhoffer Olga                                                              | Az állatok nagy enciklopédiája                                                                                      | 1         | Titán Computer                                 | Budapest         | 2005            | ISBN 963-86976-0-1 | –                        |       |
| (szerk.) Ujhelyi Péter                                                                                 | Élővilág enciklopédia. A Kárpát-medence állatai. A Kárpát-medence gombái és növényei                                | 2         | Kossuth Kiadó                                  | Budapest         | 2006            | ISBN 963-09-4851-6 | –                        |       |
| Rácz János                                                                                             | Növénynevek enciklopédiája. Az elnevezések eredete, a növények kultúrtörténete és élettani hatása                   | 1         | Tinta Könyvkiadó                               | Budapest         | 2010            | ISBN 9789639902404 | –                        |       |
| Rácz János                                                                                             | Állatnevek enciklopédiája. A gerincesek elnevezéseinek eredete, az állatok kultúrtörténete, néprajza és mitológiája | 1         | Tinta Könyvkiadó                               | Budapest         | 2012            | ISBN 9786155219085 | –                        |       |
| Rácz János                                                                                             | Gyógyhatású növények. 250 gyógynövény leírása, nevének magyarázata és gyógyhatásának ismertetése                    | 1         | Tinta Könyvkiadó                               | Budapest         | 2014            | ISBN 9789639902749 | –                        |       |
| Rácz János                                                                                             | Virágnévszótár. 340 virágnév eredete és a növények leírása                                                          | 1         | Tinta Könyvkiadó                               | Budapest         | 2016            | ISBN 9789634090694 | –                        |       |
| Rácz János                                                                                             | Kutyaszótár. 410 kutyafajta nevének eredete és a fajták bemutatása                                                  | 1         | Tinta Könyvkiadó                               | Budapest         | 2018            | ISBN 9789634091561 | –                        |       |

### Csillagászat
| Szerző, szerkesztő               | Cím                                                                         | Kötetszám | Kiadó                                          | Megjelenési hely | Megjelenési idő | Megjegyzés, ISBN | Elektronikus elérhetőség | Képek |
| -------------------------------- | --------------------------------------------------------------------------- | --------- | ---------------------------------------------- | ---------------- | --------------- | ---------------- | ------------------------ | ----- |
| Berecz Antal                     | A csillagászati földrajz elemei                                             | 1         | szerzői kiadás                                 | Budapest         | 1895            | –                | –                        |       |
| Bozóky Endre                     | Kosmografia                                                                 | 1         | Stampfel-féle Könyvkiadóhivatal                | Budapest         | 1901            | –                | –                        |       |
| Wonaszek A. Antal                | Astronomia                                                                  | 1         | Stampfel-féle Könyvkiadóhivatal                | Budapest         | 1902            | –                | –                        |       |
| Cholnoky Jenő, Kövesligethy Radó | A világegyetem – a Föld és a csillagvilág fizikai tüneményeinek ismertetése | 1         | Athenaeum Irodalmi és Nyomdai Részvénytársulat | Budapest         | 1906            | –                | Arcanum                  |       |
| Hoffmann Ernő                    | A csillagos ég                                                              | 1         | Kultúra Könyvkiadó és Nyomda Részvénytársaság  | Budapest         | 1920-as évek    | –                | –                        |       |
| Kulin György                     | A távcső világa                                                             | 2         | Királyi Magyar Természettudományi Társulat     | Budapest         | 1941            | –                | –                        |       |
| Gauser Károly–Sztrókay Kálmán    | Az ember és a csillagok. Népszerű csillagászat                              | 1         | Tankönyvkiadó Vállalat                         | Budapest         | 1963            | –                | –                        |       |
| (szerk.) Nádori Attila           | Az univerzum teljes története                                               | 1         | Kossuth Kiadó                                  | Budapest         | 2017            | –                | –                        |       |

### Ezotéria, misztika
| Szerző, szerkesztő | Cím                                                | Kötetszám | Kiadó                 | Megjelenési hely | Megjelenési idő | Megjegyzés, ISBN | Elektronikus elérhetőség                                            | Képek |
| ------------------ | -------------------------------------------------- | --------- | --------------------- | ---------------- | --------------- | ---------------- | ------------------------------------------------------------------- | ----- |
| Wolkenberg Alajos  | A teozófia és antropozófia ismertetése és bírálata | 1         | Szent István Társulat | Budapest         | 1923            | –                | UNITAS Archiválva 2018. október 28-i dátummal a Wayback Machine-ben |       |
| Wolkenberg Alajos  | Az okkultizmus és spiritizmus múltja és jelene     | 1         | Szent István Társulat | Budapest         | 1923            | –                | UNITAS Archiválva 2018. október 28-i dátummal a Wayback Machine-ben |       |

### Fényképészet
| Szerző, szerkesztő | Cím          | Kötetszám | Kiadó                           | Megjelenési hely | Megjelenési idő | Megjegyzés, ISBN | Elektronikus elérhetőség | Képek |
| ------------------ | ------------ | --------- | ------------------------------- | ---------------- | --------------- | ---------------- | ------------------------ | ----- |
| Sajóhegyi Béla     | Fotografálás | 1         | Stampfel-féle Könyvkiadóhivatal | Budapest         | 1902            | –                | –                        |       |

### Filmművészet
| Szerző, szerkesztő                   | Cím                                      | Kötetszám | Kiadó                               | Megjelenési hely | Megjelenési idő | Megjegyzés, ISBN   | Elektronikus elérhetőség | Képek |
| ------------------------------------ | ---------------------------------------- | --------- | ----------------------------------- | ---------------- | --------------- | ------------------ | ------------------------ | ----- |
| Hevesy Iván                          | A filmjáték esztétikája és dramaturgiája | 1         | Athenaeum Irodalmi és Nyomdai R.-T. | Budapest         | 1925            | –                  | –                        |       |
| (szerk.) Ábel Péter                  | Film kislexikon                          | 1         | Akadémiai Kiadó                     | Budapest         | 1964            | –                  | Szaktárs.hu              |       |
| (szerk.) Markó László – Karádi Ilona | A film krónikája                         | 1         | Magyar Könyvklub–Officina Nova      | Budapest         | 2000            | ISBN 963-547-259-5 | –                        |       |

### Filozófia
| Szerző, szerkesztő   | Cím                                   | Kötetszám | Kiadó                                      | Megjelenési hely | Megjelenési idő | Megjegyzés, ISBN   | Elektronikus elérhetőség | Képek |
| -------------------- | ------------------------------------- | --------- | ------------------------------------------ | ---------------- | --------------- | ------------------ | ------------------------ | ----- |
| Purgstaller József   | A bölcselet elemei                    | 6         | ?                                          | Pest             | 1840-es évek    |                    | REAL-EOD                 |       |
| Domanovszky Endre    | A bölcsészet története                | 4         | ?                                          | Budapest         | 1870–1890       |                    | MEK                      |       |
| Szelényi Ödön        | A filozófia alapfogalmai              | 1         | Stampfel-féle Könyvkiadóhivatal            | Budapest         | 1907            | –                  | –                        |       |
| Pauler Ákos          | Bevezetés a filozófiába               | 1         | Pantheon Irodalmi Intézet Részvénytársaság | Budapest         | 1920            | –                  | –                        |       |
| Kecskés Pál          | A bölcselet története főbb vonásaiban | 1         | Szent István-Társulat                      | Budapest         | 1943            | –                  | PPEK                     |       |
| (szerk.) Boros Gábor | Filozófia                             | 1         | Akadémiai Kiadó                            | Budapest         | 2013            | ISBN 9789630584869 | –                        |       |

### Földrajz
| Szerző, szerkesztő                                                          | Cím                                                                              | Kötetszám | Kiadó                                                        | Megjelenési hely | Megjelenési idő | Megjegyzés, ISBN | Elektronikus elérhetőség                                          | Képek |
| --------------------------------------------------------------------------- | -------------------------------------------------------------------------------- | --------- | ------------------------------------------------------------ | ---------------- | --------------- | ---------------- | ----------------------------------------------------------------- | ----- |
| (szerk.) Jókai Mór                                                          | Az Osztrák–Magyar Monarchia Írásban és Képben                                    | 21        | Magyar Királyi Államnyomda                                   | Budapest         | 1886–1901       | –                | Arcanum                                                           |       |
| (szerk.) Borovszky Samu                                                     | Magyarország vármegyéi és városai                                                | 25        | Országos Monografia Társaság                                 | Budapest         | 1896–1914       | –                | MEK, Arcanum                                                      |       |
| György Aladár                                                               | A föld és népei                                                                  | 5         | Franklin Társulat Magyar Irodalmi Intézet és Könyvnyomda Rt. | Budapest         | 1904–1906       | –                | MEK Archiválva 2019. augusztus 8-i dátummal a Wayback Machine-ben |       |
| Papp Károly, Treitz Péter, Littke Aurél, Cholnoky Jenő                      | A Föld : a Föld múltja, jelene és felfedezésének története, Athenaeum, Bp., 1906 | 1         | Athenaeum Irodalmi és Nyomdai Részvénytársulat               | Budapest         | 1906            | –                | Arcanum                                                           |       |
| Cholnoky Jenő                                                               | A Föld                                                                           | 2         | Franklin Irodalmi és Nyomdai Rt.                             | Budapest         | 1926            | –                | –                                                                 |       |
| Cholnoky Jenő                                                               | A Föld és élete                                                                  | 6         | Franklin Irodalmi és Nyomdai Rt.                             | Budapest         | 1930            | –                | –                                                                 |       |
| Baktay Ervin – Bulla Béla – Cholnoky Jenő – Balanyi György – Bernatzik Hugó | A Föld és lakói                                                                  | 1         | Pesti Hirlap R. T.                                           | Budapest         | 1938            | –                | –                                                                 |       |

### Hadművészet, hadtörténet
| Szerző, szerkesztő                                 | Cím                                                    | Kötetszám | Kiadó                                                     | Megjelenési hely | Megjelenési idő      | Megjegyzés, ISBN | Elektronikus elérhetőség | Képek |
| -------------------------------------------------- | ------------------------------------------------------ | --------- | --------------------------------------------------------- | ---------------- | -------------------- | ---------------- | ------------------------ | ----- |
| Zigány Árpád                                       | Tolnai: A világháború története                        | 5         | Magyar Kereskedelmi Közlöny Hírlap és Könyvkiadó Vállalat | Budapest         | 1915–1920            | –                | Arcanum (2. kiadás)      |       |
| (szerk.) Lándor Tivadar                            | A nagy háború írásban és képben                        | 7         | Athenaeum Irodalmi és Nyomdai Rt                          | Budapest         | 1915–1926            | –                | Arcanum                  |       |
| (szerk.) Pilch Jenő                                | A világháború története                                | 1         | Franklin Irodalmi és Nyomdai Rt.                          | Budapest         | 1928                 | –                | Arcanum                  |       |
| (szerk.) Pilch Jenő                                | A magyar katona vitézségének ezer éve                  | 2         | Franklin Irodalmi és Nyomdai Rt.                          | Budapest         | 1933                 | –                | I.                       |       |
| (szerk.) Doromby József                            | A magyar gyalogság. A magyar gyalogos katona története | 1         | Reé László Könyvkiadó- és Terjesztővállalat               | Budapest         | é. n. [1930-as évek] | –                | –                        |       |
| (a főszerk. biz. elnöke) Andrej Antonovics Grecsko | A második világháború története. 1939―1945             | 12        | Zrínyi Kiadó                                              | Budapest         | 1976―1984            | ISBN 9633262313  | –                        |       |

### Háztartástan
| Szerző, szerkesztő                               | Cím | Kötetszám | Kiadó                                                     | Megjelenési hely | Megjelenési idő      | Megjegyzés, ISBN   | Elektronikus elérhetőség | Képek |
| ------------------------------------------------ | --- | --------- | --------------------------------------------------------- | ---------------- | -------------------- | ------------------ | ------------------------ | ----- |
| több szerző; a szerkesztő nincs feltüntetve      | A magyar család aranykönyve | 3         | Athenaeum Irodalmi és Nyomdai Rt.                         | Budapest         | 1909–1911            | –                  | –                        |       |
| Faylné Hentaller Mária                           | A háztartás kézikönyve | 1         | Magyar Kereskedelmi Közlöny Hírlap és Könyvkiadó Vállalat | Budapest         | é. n. [1910-es évek] | –                  | –                        |       |
| (szerk.) Z. Tábori Piroska                       | A család tanácsadója | 1         | Dante Könyvkiadó                                          | Budapest         | 1930                 | –                  | –                        |       |
| több szerző; a szerkesztő nincs feltüntetve      | Asszonyok Aranykönyve. A női tudnivalók enciklopédiája                                                                          | 2         | Tündérujjak Lapkiadó Kft.                                 | Budapest         | é. n. [1930-as évek] | –                  | –                        |       |
| (szerk.) Dr. Gombocz Endre                       | Kincseskönyv | 1         | Természettudományi Társulat                               | Budapest         | 1932                 | –                  | –                        |       |
| (szerk.) Dr. Aujeszky László – Dr. Gombocz Endre | Új Kincseskönyv – Gyakorlati tanácsadó a mindennapi élet természettudományi és technikai kérdéseiben otthon és a ház körül      | 3         | Természettudományi Társulat                               | Budapest         | 1940                 | –                  | –                        |       |
| (szerk.) Lukács Ernőné                           | Nők enciklopédiája | 2         | Minerva Kiadó                                             | Budapest         | 1968                 | –                  | –                        |       |
| (szerk.) Schlosser Tamás                         | 1001 fortély a ház körül. Trükkök, mesterfogások, bevált módszerek és egyéb szellemes ötletek külső és belső munkákhoz egyaránt | 1         | Reader's Digest Kiadó Kft.                                | Budapest         | 2003                 | ISBN 963-8475-89-7 | –                        |       |
| (szerk.) Nácsa Klára                             | Nagymama házipraktikái | 1         | Reader's Digest Kiadó Kft.                                | Budapest         | 2004                 | ISBN 963-8475-74-9 | –                        |       |
| (szerk.) Benczédi Magda – Nagyné Mészáros Ilona  | Ötletek, jó tanácsok, megoldások bármire                                                                                        | 1         | Reader's Digest Kiadó Kft.                                | Budapest         | 2011                 | ISBN 963-8475-40-4 | –                        |       |